# Hamburger Sport-Verein 1980-1981
Questa voce raccoglie le informazioni riguardanti l'Hamburger Sport-Verein nelle competizioni ufficiali della stagione 1980-1981.

## Stagione
Nella stagione 1980-1981 l'Amburgo, allenato da Branko Zebec e Aleksandar Ristić, concluse il campionato di Bundesliga al 2º posto. In Coppa di Germania l'Amburgo fu eliminato ai quarti di finale dall'Eintracht Braunschweig. In Coppa UEFA l'Amburgo fu eliminato agli ottavi di finale dall'Saint-Étienne.

## Rosa
| N. |                     | Ruolo | Calciatore        |
| -- | ------------------- | ----- | ----------------- |
|    | Germania (bandiera) | P     | Jupp Koitka       |
|    | Germania (bandiera) | P     | Uli Stein         |
|    | Germania (bandiera) | D     | Franz Beckenbauer |
|    | Croazia (bandiera)  | D     | Ivan Buljan       |
|    | Germania (bandiera) | D     | Jürgen Groh       |
|    | Germania (bandiera) | D     | Peter Hidien      |
|    | Germania (bandiera) | D     | Ditmar Jakobs     |
|    | Germania (bandiera) | D     | Manfred Kaltz     |
|    | Germania (bandiera) | D     | Bernd Wehmeyer    |
|    | Germania (bandiera) | C     | Jimmy Hartwig     |

| N. |                     | Ruolo | Calciatore        |
| -- | ------------------- | ----- | ----------------- |
|    | Germania (bandiera) | C     | Holger Hieronymus |
|    | Germania (bandiera) | C     | Felix Magath      |
|    | Germania (bandiera) | C     | Caspar Memering   |
|    | Germania (bandiera) | C     | Michael Schröder  |
|    | Germania (bandiera) | C     | Thomas von Heesen |
|    | Germania (bandiera) | A     | Werner Dreßel     |
|    | Germania (bandiera) | A     | Horst Hrubesch    |
|    | Germania (bandiera) | A     | Jürgen Milewski   |
|    | Germania (bandiera) | A     | Willi Reimann     |

## Organigramma societario
Area tecnica
- Allenatore: Aleksandar Ristić
- Allenatore in seconda:
- Preparatore dei portieri:
- Preparatori atletici:

## Calciomercato

### Sessione estiva
| Acquisti | Acquisti          | Acquisti             | Acquisti |
| R.       | Nome              | da                   | Modalità |
| -------- | ----------------- | -------------------- | -------- |
| D        | Franz Beckenbauer | N.Y. Cosmos          |          |
| A        | Werner Dreßel     | Werder Brema         |          |
| D        | Jürgen Groh       | Kaiserslautern       |          |
| P        | Jupp Koitka       | Rot-Weiß Lüdenscheid |          |
| P        | Uli Stein         | Arminia Bielefeld    |          |
| C        | Thomas von Heesen | Paderborn            |          |

| Cessioni | Cessioni      | Cessioni     | Cessioni |
| R.       | Nome          | a            | Modalità |
| -------- | ------------- | ------------ | -------- |
| D        | Uwe Beginski  | Darmstadt    |          |
| P        | Rudolf Kargus | Norimberga   |          |
| A        | Kevin Keegan  | Southampton  |          |
| P        | Jürgen Stars  | VfR Bürstadt |          |

### Sessione invernale
| Acquisti | Acquisti | Acquisti | Acquisti |
| R.       | Nome     | da       | Modalità |
| -------- | -------- | -------- | -------- |

| Cessioni | Cessioni | Cessioni | Cessioni |
| R.       | Nome     | a        | Modalità |
| -------- | -------- | -------- | -------- |

## Risultati

### Bundesliga

#### Girone di andata
| Amburgo 16 agosto 1980, ore 15:30 CEST 1ª giornata | Amburgo | 0 – 0 referto | Duisburg | Volksparkstadion (30 000 spett.)\| Arbitro: \| Ross \| |
| Arbitro:                                           | Ross    |               |          |                                                        |

| Arbitro: | Hontheim |

|                              |           |                                        |
| Volkert 34’ (rig.) Frank 54’ | Marcatori | 6’ Dreßel 53’ Memering 84’ (aut.) Eder |

| Arbitro: | Hennig |

|                                    |           |                    |
| Jakobs 52’ Hrubesch 60’ Magath 81’ | Marcatori | 86’ Dusek 88’ Geye |

| Arbitro: | Klauser |

|  |           |                                        |
|  | Marcatori | 43’ (rig.) Kaltz 65’ Groh 68’ Hrubesch |

| Arbitro: | Ahlenfelder |

|                                           |           |            |
| Kaltz 17’ (rig.) Reimann 45’ Hrubesch 73’ | Marcatori | 27’ Lorant |

| Arbitro: | Messmer |

|                        |           |                        |
| Nielsen 18’ Nickel 57’ | Marcatori | 58’ Dreßel 71’ Hartwig |

| Arbitro: | Brückner |

|                         |           |             |
| Hrubesch 33’ Buljan 36’ | Marcatori | 53’ Kanders |

| Arbitro: | Eschweiler |

|                                |           |            |
| Rummenigge 62’ Augenthaler 86’ | Marcatori | 67’ Dreßel |

| Arbitro: | Aldinger |

|                              |           |                |
| Milewski 5’ Kaltz 29’ (rig.) | Marcatori | 19’ Eðvaldsson |

| Arbitro: | Ross |

|                     |           |                                       |
| Wirtz 20’ Theis 89’ | Marcatori | 11’ Hrubesch 22’ Hartwig 43’ Milewski |

| Arbitro: | Clajus |

|                                                                                   |           |            |
| Memering 12’ Hartwig 21’ Milewski 43’, 48’ Džoni 54’ (aut.) Magath 59’ Jakobs 73’ | Marcatori | 74’ Elgert |

| Arbitro: | Schmoock |

|  |           |                           |
|  | Marcatori | 74’ Hrubesch 77’ Milewski |

| Arbitro: | Joos |

|                         |           |  |
| Magath 51’ Hrubesch 83’ | Marcatori |  |

| Arbitro: | Linn |

|                                    |           |                             |
| Müller 15’ Kelsch 49’ Allgöwer 77’ | Marcatori | 10’ Buljan 63’ (rig.) Kaltz |

| Arbitro: | Pauly |

|                                      |           |             |
| Magath 12’ Hrubesch 32’ Memering 76’ | Marcatori | 11’ Günther |

| Arbitro: | Waltert |

|                                   |           |          |
| Hrubesch 21’, 69’, 87’ Magath 90’ | Marcatori | 75’ Bitz |

| Arbitro: | Niebergall |

|  |           |                                      |
|  | Marcatori | 75’ Hrubesch 82’ Reimann 85’ Hartwig |

#### Girone di ritorno
| Arbitro: | Aldinger |

|                        |           |  |
| Szesni 63’ Steiner 79’ | Marcatori |  |

| Arbitro: | Uhlig |

|            |           |  |
| Magath 14’ | Marcatori |  |

| Arbitro: | Hennig |

|                   |           |                         |
| Wolf 12’ Geye 25’ | Marcatori | 13’ Hrubesch 76’ Jakobs |

| Arbitro: | Walz |

|                          |           |  |
| Hartwig 31’ Hrubesch 86’ | Marcatori |  |

| Arbitro: | Assenmacher |

|                |           |                  |
| Hölzenbein 47’ | Marcatori | 83’ (rig.) Kaltz |

| Arbitro: | Niebergall |

|                       |           |                   |
| Buljan 29’ Magath 43’ | Marcatori | 70’ (rig.) Hannes |

| Arbitro: | Hontheim |

|  |           |                              |
|  | Marcatori | 50’, 75’ Hrubesch 89’ Buljan |

| Arbitro: | Eschweiler |

|                         |           |                             |
| Magath 48’ Hrubesch 54’ | Marcatori | 67’ Rummenigge 89’ Breitner |

| Arbitro: | Engel |

|                                                                           |           |                 |
| Votava 10’ Abramczik 45’ Rüssmann 56’ Burgsmüller 58’, 84’ Eðvaldsson 63’ | Marcatori | 11’, 31’ Buljan |

| Arbitro: | Tritschler |

|                        |           |                   |
| Reimann 73’ Buljan 87’ | Marcatori | 86’ (aut.) Jakobs |

| Arbitro: | Joos |

|                  |           |            |
| Fischer 45’, 68’ | Marcatori | 82’ Buljan |

| Arbitro: | Walz |

|                                                     |           |                |
| Magath 17’ Kaltz 42’ (rig.), 72’ (rig.) Reimann 58’ | Marcatori | 76’ Eilenfeldt |

| Arbitro: | Linn |

|                   |           |                        |
| Glowacz 7’ (rig.) | Marcatori | 17’ Hartwig 47’ Magath |

| Arbitro: | Hennig |

|             |           |                            |
| Reimann 56’ | Marcatori | 8’ Kelsch 18’, 65’ Tüfekçi |

| Arbitro: | Waltert |

|            |           |                |
| Dittus 54’ | Marcatori | 78’ von Heesen |

| Monaco di Baviera 6 giugno 1981, ore 15:30 CEST 33ª giornata | Monaco 1860 | 0 – 0 referto | Amburgo | Stadio Olimpico (40 000 spett.)\| Arbitro: \| Ahlenfelder \| |
| Arbitro:                                                     | Ahlenfelder |               |         |                                                              |

| Arbitro: | Brückner |

|                          |           |          |
| Schröder 82’ Hartwig 85’ | Marcatori | 45’ Abel |

### Coppa di Germania
| Arbitro: | Heitmann |

| |           |              |
| Magath 7’, 63’ Hartwig 8’, 39’, 68’ Jakobs 19’ von Heesen 41’ Memering 47’ Kaltz 77’, 85’ Milewski 88’ | Marcatori | 72’ Nathmann |

| Arbitro: | Waltert |

|                                 |           |                                                                         |
| Nikolajew 55’, 57’ Gassmann 85’ | Marcatori | 9’, 14’ (rig.), 46’ Milewski 34’ Kaltz 47’ Hieronymus 63’, 82’ Hrubesch |

| Arbitro: | Osmers |

| |           |  |
| Hrubesch 3’, 18’, 57’ Reimann 21’, 82’ Memering 48’ Kaltz 59’ (rig.) Hartwig 60’, 65’, 70’ Wehmeyer 75’ | Marcatori |  |

| Arbitro: | Roth |

|                                           |           |           |
| Buljan 23’ Hrubesch 40’, 90’ Milewski 86’ | Marcatori | 79’ Gross |

| Arbitro: | Linn |

|                                     |           |                                         |
| Borg 24’ Geiger 28’, 105’ Worm 112’ | Marcatori | 17’ Magath 29’ (rig.) Kaltz 98’ Hartwig |

### Coppa UEFA
| Arbitro: | Thomas |

|                                                |           |                |
| Kaltz 32’ (rig.) Hrubesch 42’, 44’ Hartwig 89’ | Marcatori | 18’, 74’ Sušić |

| Arbitro: | Casarin |

|                          |           |                        |
| Lukić 24’ Pašić 43’, 78’ | Marcatori | 26’, 59’, 88’ Hrubesch |

| Arbitro: | Palotai |

|                     |           |             |
| van der Kuijlen 47’ | Marcatori | 2’ Hrubesch |

| Arbitro: | Konrath |

|                       |           |                     |
| Groh 47’ Hrubesch 72’ | Marcatori | 63’ van der Kuijlen |

| Arbitro: | Hunting |

|  |           |                                                          |
|  | Marcatori | 9’ (aut.) Hartwig 26’, 87’ Platini 39’ Larios 85’ Zimako |

| Arbitro: | Muro |

|               |           |  |
| Paganelli 10’ | Marcatori |  |

## Statistiche

### Statistiche di squadra
| Competizione      | Punti | In casa | In casa | In casa | In casa | In casa | In casa | In trasferta | In trasferta | In trasferta | In trasferta | In trasferta | In trasferta | Totale | Totale | Totale | Totale | Totale | Totale | DR  |
| Competizione      | Punti | G       | V       | N       | P       | Gf      | Gs      | G            | V            | N            | P            | Gf           | Gs           | G      | V      | N      | P      | Gf     | Gs     | DR  |
| ----------------- | ----- | ------- | ------- | ------- | ------- | ------- | ------- | ------------ | ------------ | ------------ | ------------ | ------------ | ------------ | ------ | ------ | ------ | ------ | ------ | ------ | --- |
| Bundesliga        | 49    | 17      | 14      | 2       | 1       | 42      | 17      | 17           | 7            | 5            | 5            | 31           | 26           | 34     | 21     | 7      | 6      | 73     | 43     | +30 |
| Coppa di Germania | -     | 3       | 3       | 0       | 0       | 26      | 2       | 2            | 1            | 0            | 1            | 10           | 7            | 5      | 4      | 0      | 1      | 36     | 9      | +27 |
| Coppa UEFA        | -     | 3       | 2       | 0       | 1       | 6       | 8       | 3            | 0            | 2            | 1            | 4            | 5            | 6      | 2      | 2      | 2      | 10     | 13     | -3  |
| Totale            | 49    | 23      | 19      | 2       | 2       | 74      | 27      | 22           | 8            | 7            | 7            | 45           | 38           | 45     | 27     | 9      | 9      | 119    | 65     | +54 |

### Andamento in campionato
| Giornata  | 1  | 2 | 3 | 4 | 5 | 6 | 7 | 8 | 9 | 10 | 11 | 12 | 13 | 14 | 15 | 16 | 17 | 18 | 19 | 20 | 21 | 22 | 23 | 24 | 25 | 26 | 27 | 28 | 29 | 30 | 31 | 32 | 33 | 34 |
| --------- | -- | - | - | - | - | - | - | - | - | -- | -- | -- | -- | -- | -- | -- | -- | -- | -- | -- | -- | -- | -- | -- | -- | -- | -- | -- | -- | -- | -- | -- | -- | -- |
| Luogo     | C  | T | C | T | C | T | C | T | C | T  | C  | T  | C  | T  | C  | C  | T  | T  | C  | T  | C  | T  | C  | T  | C  | T  | C  | T  | C  | T  | C  | T  | T  | C  |
| Risultato | N  | V | V | V | V | N | V | P | V | V  | V  | V  | V  | P  | V  | V  | V  | P  | V  | N  | V  | N  | V  | V  | N  | P  | V  | P  | V  | V  | P  | N  | N  | V  |
| Posizione | 10 | 6 | 2 | 1 | 1 | 2 | 2 | 2 | 3 | 2  | 2  | 2  | 1  | 2  | 1  | 1  | 1  | 1  | 1  | 1  | 1  | 1  | 1  | 1  | 1  | 1  | 1  | 2  | 2  | 2  | 2  | 2  | 2  | 2  |

Legenda:

Luogo: C = Casa; T = Trasferta. Risultato: V = Vittoria; N = Pareggio; P = Sconfitta.

### Statistiche dei giocatori
| Giocatore      | Bundesliga | Bundesliga | Bundesliga  | Bundesliga | Coppa di Germania | Coppa di Germania | Coppa di Germania | Coppa di Germania | Coppa UEFA | Coppa UEFA | Coppa UEFA  | Coppa UEFA | Totale   | Totale | Totale      | Totale     |
| Giocatore      | Presenze   | Reti       | Ammonizioni | Espulsioni | Presenze          | Reti              | Ammonizioni       | Espulsioni        | Presenze   | Reti       | Ammonizioni | Espulsioni | Presenze | Reti   | Ammonizioni | Espulsioni |
| -------------- | ---------- | ---------- | ----------- | ---------- | ----------------- | ----------------- | ----------------- | ----------------- | ---------- | ---------- | ----------- | ---------- | -------- | ------ | ----------- | ---------- |
| F. Beckenbauer | 18         | 0          | 0           | 0          | 2                 | 0                 | 0                 | 0                 | 0          | 0          | 0           | 0          | 20       | 0      | 0           | 0          |
| I. Buljan      | 28         | 8          | 0           | 0          | 2                 | 1                 | 0                 | 0                 | 3          | 0          | 0           | 0          | 33       | 9      | 0           | 0          |
| W. Dreßel      | 15         | 3          | 0           | 0          | 2                 | 0                 | 0                 | 0                 | 2          | 0          | 0           | 0          | 19       | 3      | 0           | 0          |
| J. Groh        | 34         | 1          | 1           | 0          | 5                 | 0                 | 0                 | 0                 | 6          | 1          | 0           | 0          | 45       | 2      | 1           | 0          |
| J. Hartwig     | 27         | 7          | 4           | 0          | 4                 | 7                 | 0                 | 0                 | 6          | 1          | 0           | 0          | 37       | 15     | 4           | 0          |
| P. Hidien      | 13         | 0          | 1           | 0          | 3                 | 0                 | 0                 | 0                 | 3          | 0          | 0           | 0          | 19       | 0      | 1           | 0          |
| H. Hieronymus  | 23         | 0          | 6           | 0          | 5                 | 1                 | 0                 | 0                 | 5          | 0          | 0           | 0          | 33       | 1      | 6           | 0          |
| H. Hrubesch    | 29         | 17         | 3           | 0          | 5                 | 7                 | 2                 | 0                 | 6          | 7          | 0           | 0          | 40       | 31     | 5           | 0          |
| D. Jakobs      | 33         | 3          | 4           | 0          | 3                 | 1                 | 1                 | 0                 | 6          | 0          | 0           | 0          | 42       | 4      | 5           | 0          |
| M. Kaltz       | 34         | 7          | 2           | 0          | 5                 | 5                 | 0                 | 0                 | 6          | 1          | 0           | 0          | 45       | 13     | 2           | 0          |
| J. Koitka      | 23         | 0          | 0           | 0          | 1                 | 0                 | 0                 | 0                 | 4          | 0          | 0           | 0          | 28       | 0      | 0           | 0          |
| F. Magath      | 33         | 10         | 5           | 0          | 4                 | 3                 | 0                 | 0                 | 5          | 0          | 0           | 0          | 42       | 13     | 5           | 0          |
| C. Memering    | 33         | 3          | 2           | 0          | 5                 | 2                 | 0                 | 0                 | 6          | 0          | 0           | 0          | 44       | 5      | 2           | 0          |
| J. Milewski    | 20         | 5          | 2           | 1          | 5                 | 5                 | 0                 | 0                 | 3          | 0          | 0           | 0          | 28       | 10     | 2           | 1          |
| W. Reimann     | 19         | 5          | 2           | 1          | 3                 | 2                 | 0                 | 0                 | 6          | 0          | 0           | 0          | 28       | 7      | 2           | 1          |
| M. Schröder    | 1          | 1          | 0           | 0          | 1                 | 0                 | 0                 | 0                 | 0          | 0          | 0           | 0          | 2        | 1      | 0           | 0          |
| U. Stein       | 12         | 0          | 0           | 0          | 5                 | 0                 | 0                 | 0                 | 2          | 0          | 0           | 0          | 19       | 0      | 0           | 0          |
| B. Wehmeyer    | 15         | 0          | 1           | 0          | 3                 | 1                 | 0                 | 0                 | 2          | 0          | 0           | 0          | 20       | 1      | 1           | 0          |
| T. von Heesen  | 4          | 1          | 0           | 0          | 1                 | 1                 | 0                 | 0                 | 0          | 0          | 0           | 0          | 5        | 2      | 0           | 0          |